# Hamburg Masters (hockey)
De Hamburg Masters staat voor een internationaal hockeytoernooi voor mannen, dat sinds 2000 jaarlijks door de Duitse hockeybond wordt georganiseerd op het terrein van Uhlenhorster HC in de Noord-Duitse stad Hamburg. De eerste editie van dit sportevenement had plaats in 1989. Tot en met 2001 droeg het toernooi de naam van de hoofdsponsor: Panasonic Masters. Het evenement wordt door de deelnemende landen vooral gebruikt als een laatste serieuze krachtmeting in de aanloop naar een groot internationaal titeltoernooi.
Sinds 2012 wordt het toernooi alleen nog gehouden in de oneven jaren, in de even jaren wordt het gehouden in Düsseldorf onder de naam Düsseldorf Masters.

## Overzicht
| Editie | Eerste                   | Tweede     | Derde               | Vierde     | Vijfde |
| ------ | ------------------------ | ---------- | ------------------- | ---------- | ------ |
| 1989   | Bondsrepubliek Duitsland | Australië  | Sovjet-Unie         | Argentinië | Spanje |
| 1993   | Australië                | Pakistan   | Nederland           | Duitsland  |        |
| 1996   | Duitsland                | Spanje     | Australië           | India      |        |
| 1997   | Duitsland                | Nederland  | Australië           | India      |        |
| 1998   | Duitsland                | Nederland  | Zuid-Korea          | India      |        |
| 2000   | Duitsland                | Zuid-Korea | Verenigd Koninkrijk | Nederland  |        |
| 2001   | Duitsland                | Pakistan   | Nederland           | Zuid-Korea |        |
| 2002   | Duitsland                | Argentinië | Maleisië            | Spanje     |        |
| 2003   | India                    | Duitsland  | Spanje              | Argentinië |        |
| 2004   | Duitsland                | Pakistan   | Argentinië          | Zuid-Korea |        |
| 2005   | Nederland                | Australië  | Duitsland           | Pakistan   |        |
| 2006   | Nederland                | Spanje     | Pakistan            | Duitsland  |        |
| 2007   | Duitsland                | Spanje     | België              | Engeland   |        |
| 2008   | Duitsland                | Maleisië   | Pakistan            | België     |        |
| 2009   | Australië                | Duitsland  | Nederland           | Engeland   |        |
| 2010   | Duitsland                | Japan      | Nederland           | India      |        |
| 2012   | Duitsland                | België     | Nederland           | Spanje     |        |